# Beverwijk
Beverwijk – miasto w Holandii położone w prowincji Holandia Północna, ok. 20 kilometrów na północny zachód od Amsterdamu i ok. 5 kilometrów od Morza Północnego.
Beverwijk prawa miejsce uzyskało w roku 1298. W roku 2005 liczba mieszkańców wynosiła 38 000, zaś gęstość zaludnienia - 1 938 osób na km².
Magistrat Beverwijk obejmuje swoim obszarem miasta Beverwijk oraz Wijk aan Zee.
W Beverwijku znajdują się największe hale targowe w Holandii.
W mieście rozwinął się przemysł maszynowy, papierniczy, chemiczny oraz spożywczy.

## Linki zewnętrzne

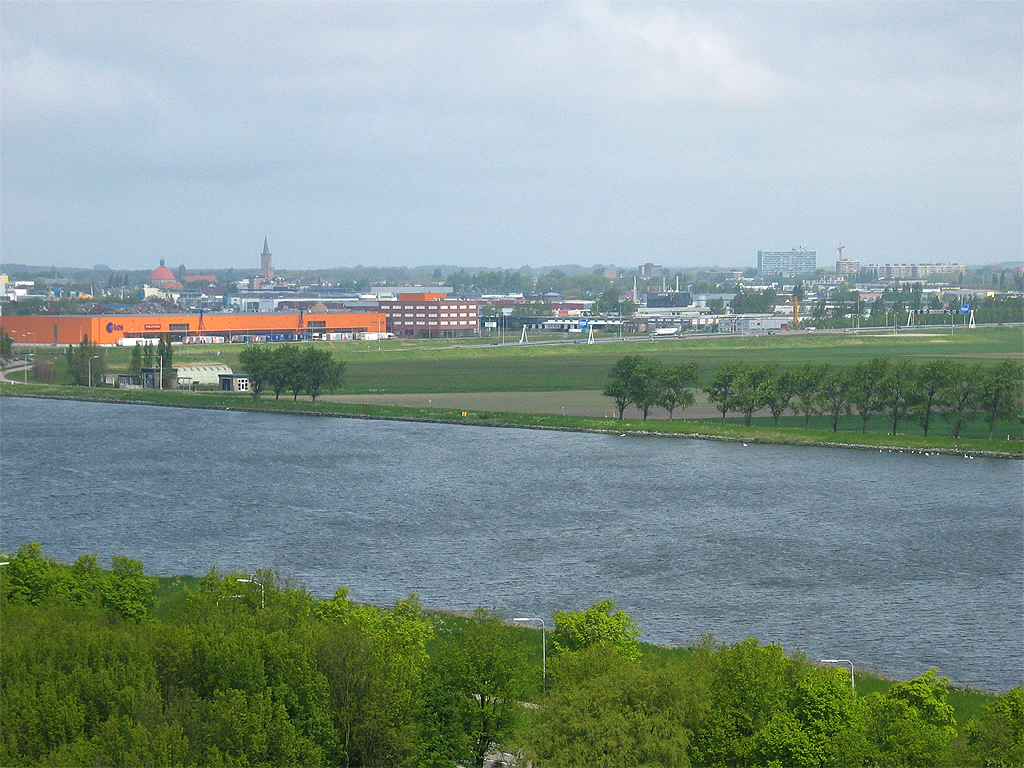
Beverwijk